# ENGIE Energie Nederland
ENGIE Energie Nederland, ook wel geschreven als Engie, is de Nederlandse tak van de Franse multinational Engie. Hoewel het logo de naam in kleine letters weergeeft, schrijft het concern de naam sinds 2015 in hoofdletters.

## Geschiedenis

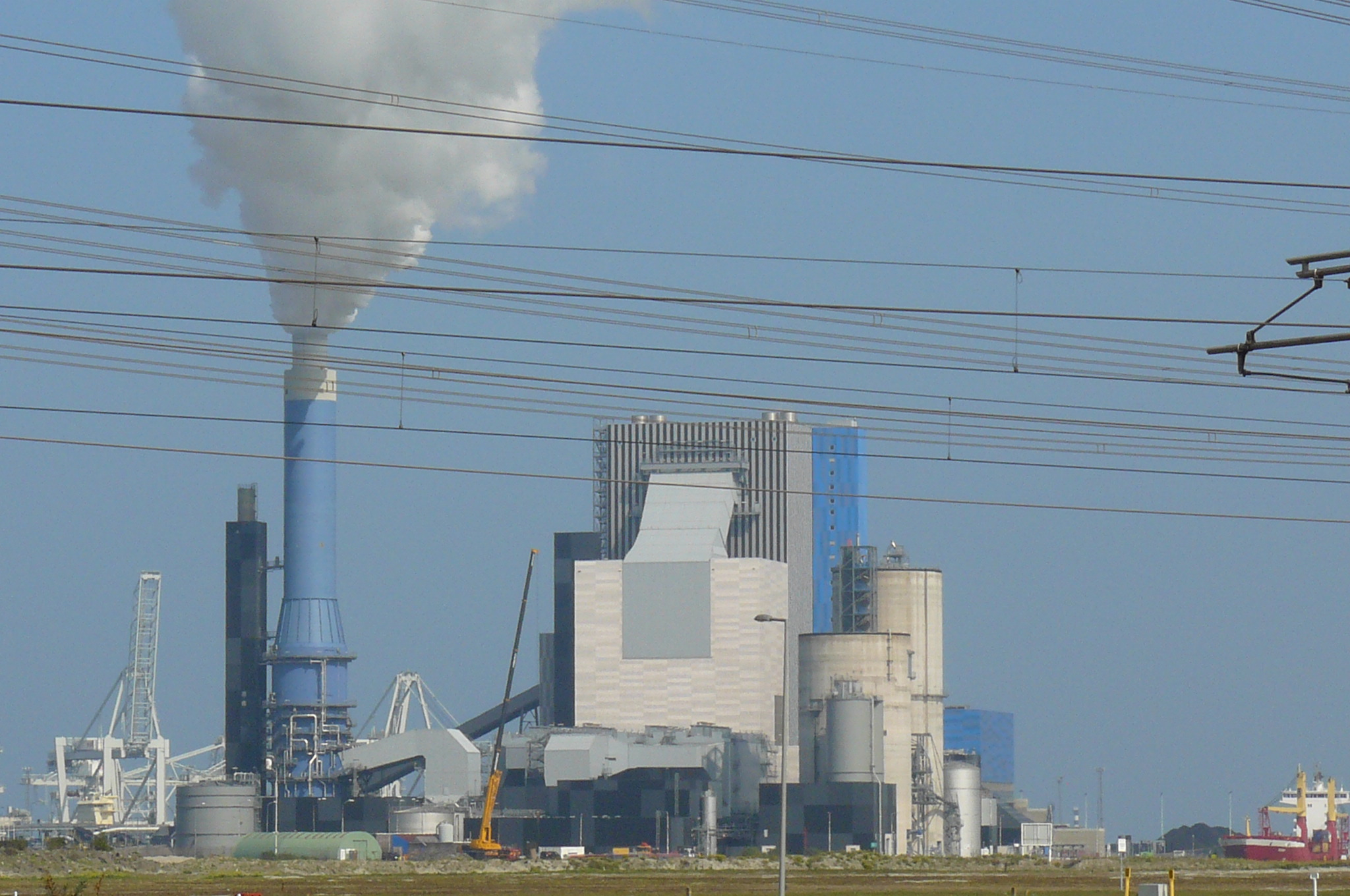
Engie Centrale Rotterdam op de Maasvlakte (2014)

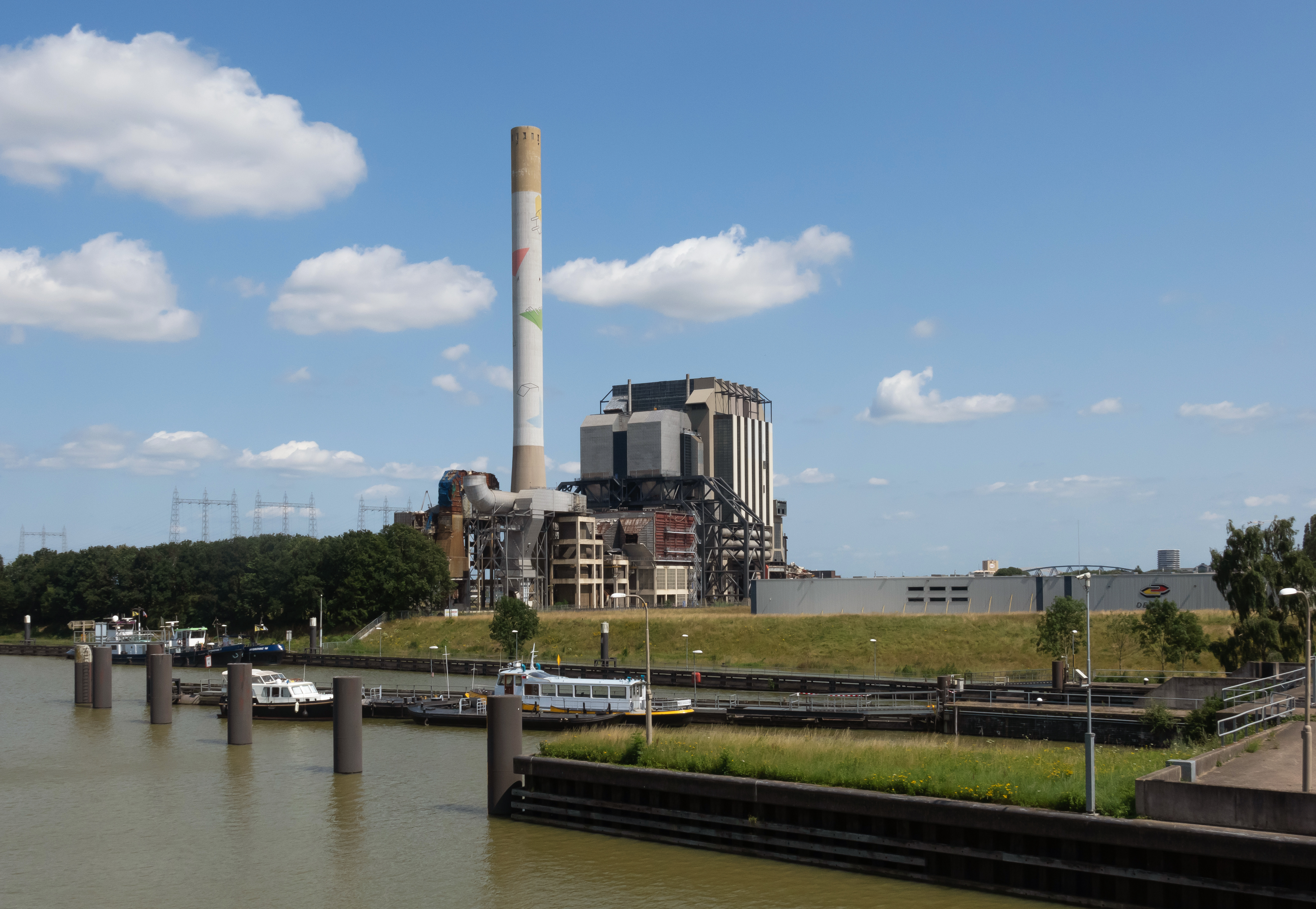
Nijmegen, buiten werking gestelde steenkoolcentrale van Engie (2021)

Het Belgische Electrabel stapte in 2001 in de Nederlandse markt door overname van elektriciteitsproducent EPON. EPON was toen de grootste producent van elektriciteit in Nederland met een totaal opgesteld vermogen van 4.647 MW.
Electrabel werd in 2005 overgenomen door SUEZ. Van 2008 tot 2015 heette dit bedrijf GDF SUEZ; in 2015 werd de naam gewijzigd naar Engie.
Van 1 januari 2012 tot 1 januari 2016 opereerde moederbedrijf GDF SUEZ onder twee namen op de markt in Nederland:
GDF SUEZ Energie Nederland voor de grootzakelijke markt en Electrabel voor de overige zakelijke markt en particulieren.
Sinds 1 januari 2016 is GDF Suez in Nederland enkel nog werkzaam onder de nieuwe naam 'Engie'. Op de energiemarkt gaat het om Engie Energie Nederland. Naast energie levert Engie in Nederland nog andere diensten onder de naam 'Engie Services' en 'Engie E&P' (gas- en olieproducent).

## ENGIE Elektriciteitscentrales in Nederland
Engie heeft onder de divisie Engie Generation Europe diverse elektriciteitscentrales in Nederland:
- Eemshaven (Eemscentrale) - vijf gasgestookte STEG-eenheden met een totaal vermogen van 1.750 MW, een gasgestookte combi-eenheid met een vermogen van 675 MW en een gasturbine-eenheid met een vermogen van 17 MW. Verder staan op het terrein nog negen windmolens met een totaal vermogen van 27 MW
- Bergum - twee identieke aardgasgestookte combi-eenheden met elk een vermogen van 332 MW. Sinds 2012 zijn enkel de gasturbines van ieder 25MW nog in gebruik als noodvermogen voor Tennet. De stoomturbines staan "in de mottenballen".
- Lelystad (Maxima-centrale) - 2 x 440 MW gasgestookte STEG eenheden. Het rendement bedraagt 59%. Deze eenheden zijn in december 2010 in gebruik genomen. De centrale heeft de nieuwe naam Maxima-centrale gekregen.
- Engie Centrale Rotterdam - op de Eerste Maasvlakte staat een kolen- en biomassa gestookte centrale van 800 MW. Het aandeel van de biomassa - voornamelijk hout - kan maximaal 50% bedragen. Deze centrale werd in 2014 in bedrijf genomen. Bij de bouw wordt rekening gehouden met de mogelijke toepassing van de afvang en opslag van CO2.[2] De brandstof voor de centrale komt van het naastgelegen Europees Massagoed Overslagbedrijf.

## Gesloten elektriciteitscentrales van Engie
- Zwolle (Centrale Harculo / IJsselcentrale) - een gesloten aardgas- en bio-oliegestookte combi-eenheid met een totaal vermogen van 356 MW, deze centrale is ontmanteld
- Nijmegen (Elektriciteitscentrale Gelderland) - een gesloten kolen- en biomassagestookte centrale met een totaal vermogen van 590 MW, deze centrale is in 2015 gesloten en daarna in fasen ontmanteld
- Botlek (WKC Air Products) - een aardgasgestookte STEG-eenheid met warmtekracht-koppeling ten behoeve van het gasbedrijf Air Products. De centrale heeft een vermogen van 43 MW en 70 ton (66 MW) stoom. In 2002 is deze opgeleverd en inmiddels ontmanteld

Bij Engie Energie Nederland werken ruim 800 mensen. Het hoofdkantoor staat in Zwolle.